# 黑人驾驶绿皮书
《黑人驾驶绿皮书》（或称为《黑人驾驶绿书》，《黑人旅行者绿皮书》， 简称为《绿皮书》）是一本为美国非裔公路旅行者提供的指南，每年更新。它是由吉姆·克劳法（Jim Crow Laws）时代纽约市的一名邮递员维克多·雨果·格林（Victor Hugo Green）于1936年至1966年写作出版的。当时在法律许可下针对非裔或其他人种的公开歧视非常普遍，但尽管有着歧视和普遍贫困限制，新兴的非裔中产阶级仍会尽其所能购买汽车。然而他们却面临着旅途中的各种危险和不便，可能不被提供食宿，甚至会遭到任意逮捕。针对这种情况，格林撰写了这本服务指南，介绍了纽约地区对黑人相对友好的服务点和城区，最终这个介绍范围扩展到了北美大部分地区，还成立了一家旅行社。
美国许多黑人因为这本指南开始开车，在很大程度上是因为可以避免公共交通裡的歧视。作家乔治·舒伊勒（George Schuyler）于1930年写道，“只要能买到汽车的黑人都会尽快购买汽车，以避免不适、歧视、隔离和侮辱。” 从事体育、娱乐和销售工作的黑人也经常因为工作需要进行汽车旅行。
非裔美国人在旅途中面临着种种困难，白人营业的商店拒绝接待他们或帮他们修车，白人开的旅馆也拒绝提供住宿、饮食，甚至在只有白人居住的“落日镇”，黑人会遭到暴力威胁甚至被强行驱逐。格林创作出版的这本《绿皮书》规避了以上种种问题，汇编资源“为黑人提供旅行信息，克服旅途的困难和难堪，也让旅途更加愉快”。 2019年一部纪录片的制片人给这本书写的摘要是这样的，“我采访的每个人都谈到《绿皮书》创造的社区：一种由这本书创造出的平行社区，规划的是秘密线路”。
从1936年在纽约出版第一版起，格林把指南扩展到北美大部分地区，包括美国绝大部分地区，加拿大、墨西哥、加勒比海以及百慕大部分地区。《绿皮书》成为“吉姆·克劳时代黑人旅行者的圣经”, 他们得以找到提供食宿和加油服务的地点。但在非裔群体之外，这本书并不出名。1964年民權法案通过，宣布不同种类的种族歧视违法，《绿皮书》也就没有用武之地，不再被出版，逐渐走向没落。21世纪初由于吉姆·克劳时代黑人旅行研究的兴起，人们又重新关注起《绿皮书》。
四版《绿皮书》（1940版，1947版，1954版及1963版）被复制重新出版（2017年12月），销量可观。 还有二十三版已由纽约公共图书馆数字收藏 New York Public Library Digital Collections（页面存档备份，存于） 制成电子版。

## 非裔的旅行经验

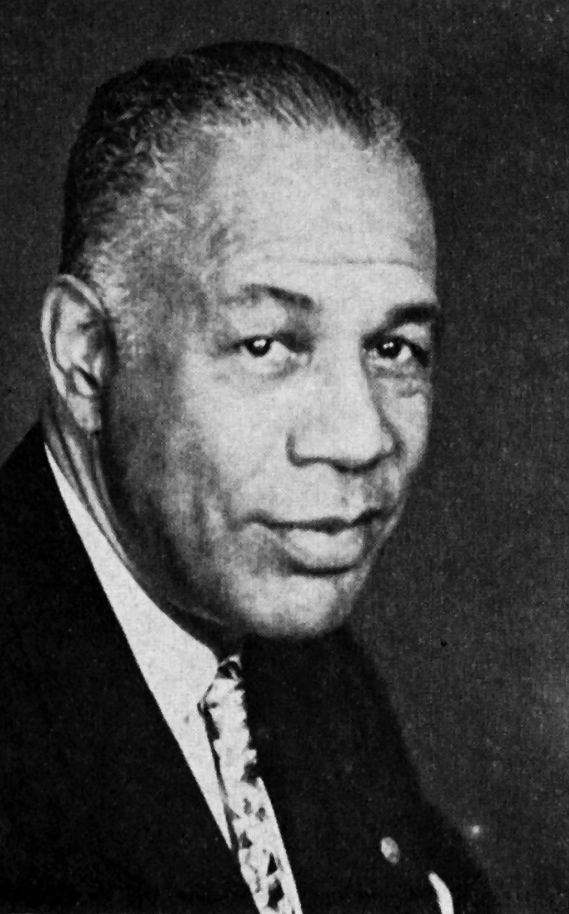
维克多·雨果·格林 摄于1956年

在民权运动取得立法成果之前，美国的黑人旅行者面临着大多数白人未知的难题。白人至上主义者长期以来一直试图限制黑人的活动，并且一直对陌生黑人怀有敌意。
结果，简单的汽车旅行对黑人来说充满了困难和潜在的危险。他们遭到警察部门的种族归纳（“黑人司机政策”）。有时简单的驾驶行为会被视为“卑鄙”或“过分富裕”。许多白人认为这是他们的特权，黑人则冒着受到骚扰或更大的危险开车。 1947年，美国全国有色人种协进会杂志《危机》发表了一篇令人心酸的评论，强调了黑人在休闲旅行中所面临的困境：
黑人愿意在剧院，海滩，游泳池，酒店，餐厅，火车，飞机或轮船，高尔夫球场，夏季或冬季度假胜地追求一点小小的幸福吗？他想在自己号称“美国第一”的祖国的旅游营地过夜吗？好吧，让他试试!
美国成千上万的社区实行自1890年起颁布的吉姆·克劳法； 日落之后，如果非裔美国人停留在上述的落日镇，就会处于危险之中。  这种限制可以追溯到殖民时期，且全美都是如此。内战结束后，北部的合法奴隶制度被终结，南部也随后终结，大多数的自由人的生活水平只比维持生计好了一些，但是少数非裔获得了一定的财富。他们第一次可以计划休闲旅行。曾经，富裕的黑人安排了一次多达2000人的大型团体游览，从新奥尔良乘火车前往墨西哥湾沿岸的度假胜地。
在吉姆·克劳时代之前，这必然意味着在酒店，交通设施和休闲场所中，黑人白人共存。 1875年版《民权法》提供了法律依据，规定在美国的公共场所和公共交通中歧视非裔美国人为非法。这遭到了白人的强烈反对，尤其是在南方，到1877年，白皮肤的民主党人控制了所有的州政府。该法律在1883年被美国最高法院宣布为违宪，导致各州和城市通过了许多种族隔离法。南部的白人政府甚至要求州际铁路执行其隔离法，尽管国家立法要求对旅客给予同等的待遇。
美国最高法院在普莱西诉弗格森案（Plessy v. Ferguson）（1896）中裁定，“隔离但平等”的住所符合宪法，但实际上，提供给黑人的设施远非平等，它们通常质量较差且资金不足。在整个美国，黑人都面临着限制和排斥：如果设施不是完全禁用，他们只能在与白人不同的时间或在“彩色区域” （通常较差）使用。

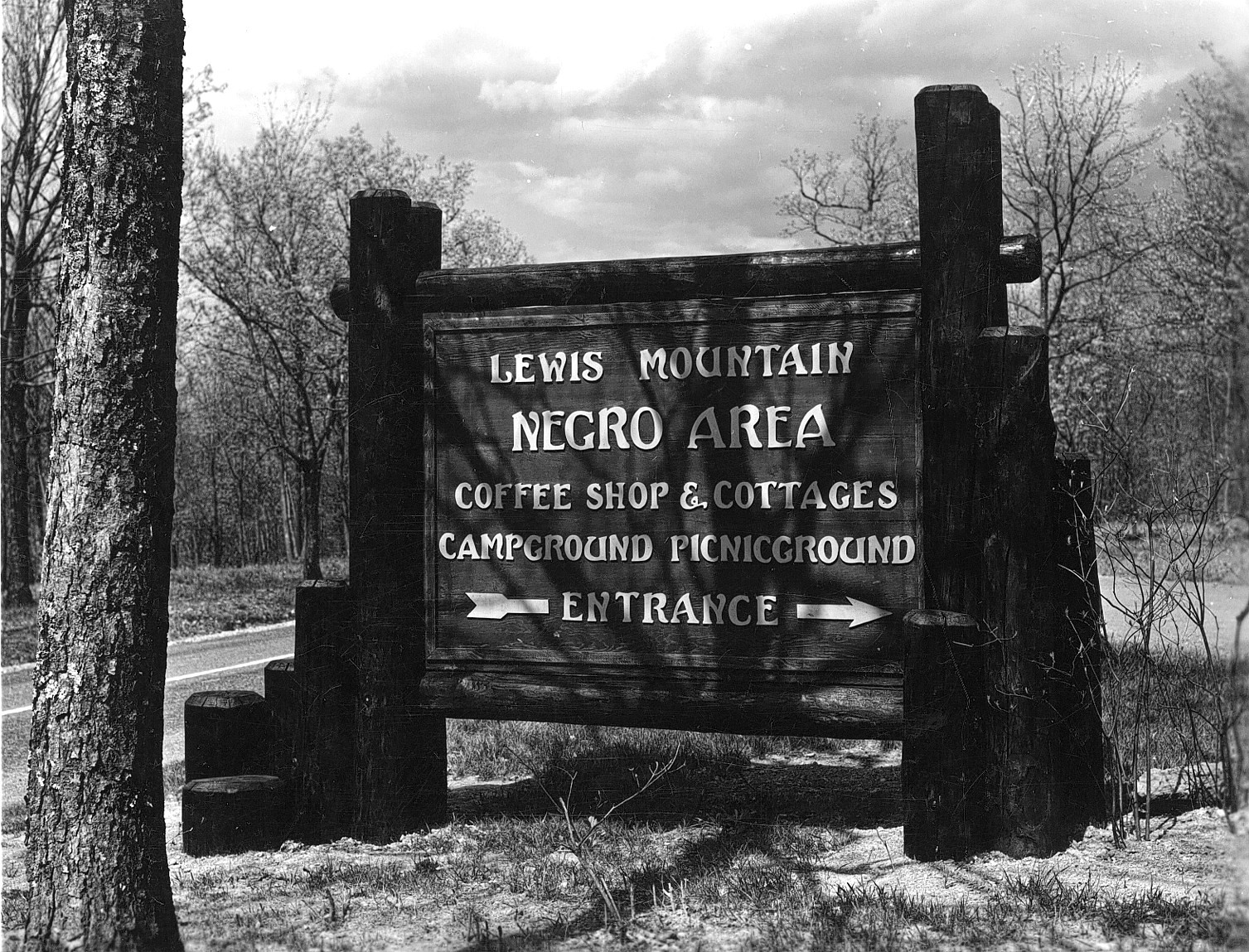
"隔离但平等"的实践：路易斯山仙纳度国家公园单独的"黑人区"

1917年，黑人作家威廉·爱德华·伯格哈特·杜波依斯 ( W. E. B. Du Bois) 观察到“反复发生的种族歧视”的影响，前往热门目的地或到许多主要城市都变得非常困难，以至于现在“歧视严重影响旅行”。 在20世纪前几十年，这个问题开始影响到越来越多的黑人。成千上万的南部非裔从南部的农场迁移到北部，在工厂工作，或提供家庭服务。许多人不再仅仅维生，而是获得了可支配的收入和时间，可以进行休闲旅行。
汽车的批量生产使得美国黑人负担得起汽车，从而摆脱了不得不依靠“吉姆·克劳车”（Jim Crow cars）的处境，这些车冒着黑烟，破旧不堪，车厢也不够舒适。对比更加昂贵的纯白色车厢，它们是独立存在的替代品，但绝无平等可言。一位黑人杂志作家在1933年这样评价汽车，“偶尔当一回船长挺不错，可以在任何地方驾船，就像维京人一样。但如果我们的船钝了，力量有限，海也被填成了路，那该怎么办？只能让吉姆·克劳的旧铁路见笑了。”
正如巴特·兰德里（Bart Landry）所言，全美中产阶级的黑人“根本不知道该如何应对白人对他们的歧视”。 在辛辛那提，非裔报纸编辑温德尔·达布尼（Wendell Dabney）谈到1920年代的情况：“旅馆，饭店，饮食场所，普遍对所有有色人种关闭。” 南部以外黑人人口不多的地区经常拒绝他们住店：1920年代到盐湖城的黑人旅客如果必须在这里过夜，没有旅馆能接待他们。 在新墨西哥州阿尔伯克基66号美国国道旁的100多家汽车旅馆中，只有6% 接待黑人顾客。 而在1956年，整个新罕布什尔州，仅有3家旅店为非裔提供服务。

乔治·舒伊勒（George Schuyler）在1943年报道说：“许多有色人种家庭在美国各地开车，而无法在一个旅游营地或旅馆里过夜。”他表示黑人出国旅行比在本国旅行更容易。 而在1945的芝加哥，圣克莱尔·德雷克（St. Clair Drake）和霍勒斯·A·凯顿（Horace A. Cayton）的报告显示：“根据一般协议，该市的酒店管理人员一律不准黑人使用的酒店设施，尤其是提供住宿。” 德雷克及凯顿报告还记录了一次事件，黑人甚至在混合族群里也会遭受歧视性待遇：
两名有色学校老师和几个白人朋友在一家高级咖啡厅参加了午餐会。黑人妇女被允许坐下，但女服务员无视他们，为白人妇女服务。其中一名有色妇女提出抗议，结果被告知她可以在厨房吃饭。

## 影响

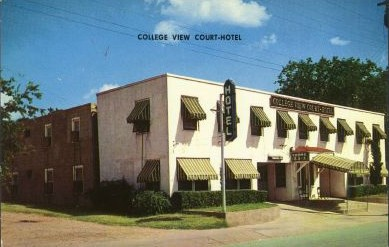
1950年代，得克萨斯州韦科市的大学景苑酒店，广告语是“韦科最适合黑人的旅馆”。

绿皮书吸引了许多企业的赞助，包括克利夫兰的非裔报纸《电话与邮政》以及路易斯维尔的《路易斯维尔领袖》。 标准石油公司（后来的埃索公司）也是赞助商。这要归功于埃索公司非裔销售代表詹姆斯·杰克逊的努力，他被称为“告示牌”。 埃索公司的“种族团体”是其营销部门的一部分，推动了《绿皮书》的发布，使埃索的黑人顾客能够“走得更远，不必焦虑”。相比之下，众所周知的是，壳牌加油站将黑人顾客拒之门外。